# Dirk ter Haar (1919-2002)
Dirk ter Haar (Oosterwolde, 19 april 1919 – Drachten, 3 september 2002) was een Engels-Nederlands natuurkundige.
Dirk ter Haar studeerde natuurkunde aan de Universiteit Leiden, was research fellow bij Niels Bohr in Kopenhagen en promoveerde in 1948 in Leiden bij Hendrik Kramers op een dissertatie over het ontstaan van het planetenstelsel. Dit betrof een wiskundige uitwerking van het model van Weizszäcker, waarin het ontstaan van planeten wordt verklaard uit een gecondenseerde gaswolk om een zon. In 1949 werd hij reader in de natuurkunde aan de universiteit van St Andrews en in 1950 emigreerde hij naar Engeland, waar hij later naturaliseerde. Hij werd professor in Theoretische Natuurkunde aan Magdalen College van de Universiteit van Oxford.
Veel vooraanstaande wetenschappers studeerden onder Ter Haar, waaronder Anthony Leggett, Nobelprijswinnaar voor de natuurkunde in 2003.
Hij schreef een aantal boeken over natuurkunde waaronder "Elements of Statistical Mechanics" (1954). Hiernaast schreef hij een boek over Kramers en was hij recensent voor "Physics Letters" (later Physics Letters A). In 1984 verscheen het boek "Essays in Theoretical Physics, in honour of Dirk ter Haar" ter ere van zijn werk in statistische natuurkunde en kwantumtheorie.

## Werken
- D. ter Haar, Elements of Statistical Mechanics. London: Constable (1954). 2ed (1966) New York: Holt, Rinehart & Winston; 3ed (1995) Oxford: Butterworth-Heinemann
- D. ter Haar & H. Wergeland, Elements of Thermodynamics, Addison-Wesley, 1960
- D. ter Haar, Elements of Hamiltonian Mechanics, Pergamon Press, Oxford.
- D. ter Haar, The Old Quantum Theory, Pergamon Press, Oxford, 1967.
- D. ter Haar, Lectures on Selected Topics in Statistical Mechanics, Pergamon Press, Oxford, 1977.
- D. ter Haar, Master of Modern Physics. The Scientific Contributions of H. A. Kramers, Princeton Uni. Press, 1998.